# Jean-Baptiste Huzard
Ne doit pas être confondu avec Jean-Baptiste Huzard fils.
Jean-Baptiste Huzard, né le 3 novembre 1755 à Paris, où il est mort le 1er décembre 1838, est un vétérinaire français. Il était l’époux de l’éditrice et imprimeuse Rosalie Huzard.

## Biographie
Fils et petit-fils de maréchaux-ferrants, sa première éducation est peu soignée, d’abord simple apprenti dans l’atelier paternel en même temps que chez les Augustins réformés, et il fait ses études à l’École vétérinaire d’Alfort (1772-1775), enseigne immédiatement et reprend la forge paternelle (malgré l’envie de Claude Bourgelat de le retenir à Alfort). Il reçoit plusieurs fois le prix de pratique de l’école (remportant ainsi une trousse d’instruments, une médaille d’or). Il devient membre titulaire de la Société royale de médecine, fait différents rapports avec Félix Vicq d'Azyr, qui le décide à écrire des articles de médecine vétérinaire pour l’Encyclopédie méthodique. En 1785, il est chargé par le tribunal des Juges et consuls des marchands, puis par d’autres tribunaux, des expertises relatives aux vices rédhibitoires des animaux domestiques, ce jusqu’en 1824, réunissant dans cet intervalle de temps quelque 12 volumes in-folio de rapports et d’actes sur la jurisprudence vétérinaire, en donnant les principes.
Pendant la Révolution, en 1792, il est nommé membre du conseil vétérinaire et des remontes de l’administration de la guerre. En 1794, il entre à la Commission d’agriculture et des arts, ensuite au sein du Ministère de l’Intérieur sous les titres d’agent, de commissaire du gouvernement, puis d’Inspecteur général des Écoles vétérinaires (jusqu’en 1836), quittant alors son établissement parisien de maréchalerie pour se consacrer à l’administration. 
Avec Tessier, Gilbert, et surtout Daubenton, il prend part à l’introduction en France de la race des mérinos d’Espagne, en faisant insérer dans le traité de l’an III conclu avec cette puissance, l’article secret par lequel le gouvernement espagnol permettait l’exportation de plus de 5 000 bêtes. C’est par ses instances que les domaines royaux de Versailles, de Saint-Cloud, de Saint-Germain, du Raincy, de Fontainebleau et Rambouillet sont préservés de la punition révolutionnaire, en recevant le titre d’établissements ruraux, avec une commission gouvernementale qui y établit des troupeaux, des pépinières et des cultures expérimentales.
En tant qu’inspecteur général, Huzard est chargé d’observer les épizooties régnantes, en France ou dans les territoires étrangers incorporés à l’Empire ; il visite chaque année les établissements de Lyon et d’Alfort, et les sauve en 1793 d’une menace de suppression, puis encore plus tard en détruisant une pétition des professeurs d’Alfort à la Convention demandant le renvoi des élèves dans leurs familles, à l’époque de la disette de 1794-1795. Lors de la formation de l’Institut en 1795, il entre à l’Académie des Sciences, qu’il préside jusqu’en 1815 ; et il est aussi membre de la Société d’encouragement pour l’industrie nationale, dont il est l’un des fondateurs, de la Société royale et centrale d’agriculture, dont il est trésorier perpétuel de 1799 à 1836, du Conseil de salubrité du département de la Seine, du Conseil supérieur d’agriculture près le Ministère de l’Intérieur, de plusieurs sociétés scientifiques françaises et étrangères. 
En 1814, lors de l’invasion des armées étrangères, plusieurs élèves d’Alfort sont victimes de leur patriotisme, et d’autres se réfugient auprès d’Huzard. Il n’a de cesse de respecter Philibert Chabert dans sa fonction de directeur de l’école, malgré sa fonction supérieure ; et lorsqu’on propose une place en cette école pour son propre fils, il choisit d’en faire profiter le fils d’une veuve. En 1814, il est décoré de la Légion d’honneur par Louis XVIII, et par le même du cordon de Saint-Michel en 1816.
En 1829, il participe à la création de l’École vétérinaire de Toulouse. Il possède une bibliothèque de plus de 40 000 volumes (catalogue publié par son fils Huzard fils), avec, en particulier, tous les ouvrages imprimés ou manuscrits rédigés par les membres ou les correspondants de l’Institut. Vers la fin de sa vie, il est chargé de créer deux nouvelles écoles, l’une à Aix-la-Chapelle, l’autre à Zutphen, mais l’affaire est ajournée, et seule la seconde voit le jour, plus tard, sur son plan.
Membre du comité de la vaccine à sa création, il fut également vice-président de la Société philanthropique et trésorier de la Société centrale d’agriculture. Par son action en tant qu'Inspecteur général des Écoles vétérinaires, par son action administrative comme vétérinaire expert aux tribunaux de commerce parisiens, posant les jalons de la jurisprudence vétérinaire, et par son admission à diverses sociétés savantes, élevant « l’art vétérinaire », selon l’expression consacrée de l’époque, au rang de science, il ouvre la voie vers une plus large reconnaissance du statut du vétérinaire : de simple artisan à la fin du XVIIIe siècle, il peut désormais prétendre au statut de notable.
Jean-Baptiste Huzard fut un grand bibliophile qui toute sa vie rechercha la piste de tous les ouvrages, manuscrits ou imprimés, consacrés aux sciences naturelles et agricoles, et en particulier à l’équitation. On considère qu’il possédait tout ce qui fut publié avant 1837. Le catalogue de cette collection, établi en 1842, demeure une source irremplaçable de documentation.

## Publications
- Almanach vétérinaire contenant l’histoire abrégée des progrès de la médecine vétérinaire des animaux, depuis l’établissement des écoles vétérinaires en France ; on y a joint la description et le traitement de plusieurs maladies des bestiaux, la notice de quelques ouvrages sur l’art vétérinaire, Paris, 1782, in-12 (avec Pierre Flandrin et Philibert Chabert) ; puis sous le titre Instructions et observations sur les maladies des animaux domestiques, avec les moyens de les guérir, de les préserver, de les conserver en santé, de les multiplier, de les élever avec avantage, et de n’être point trompé dans leur achat, Paris, Mme Huzard ; 3e éd., Paris, 1782-1795 ; éd. en 1806-1809, 6 t.
- Instruction sur la manière de conduire et de gouverner les vaches laitières, imprimée par ordre du gouvernement, Paris, Impr. royale, 1785, in-8°, 31 p. (1re édition de Philibert Chabert seul) ; 2e éd. (augmentée et corrigée, avec M. Huzard), Paris, M.-R. Huzard, 1797, in-8°, 49 p. ; 3e éd. (augmentée), Paris, Mme Huzard, 1807, in-8°, 84 p.
- avec Pierre Flandrin, Observations sommaires à l’Assemblée nationale, sur l’École vétérinaire d’Alfort – État des épizooties traitées en 1790, par les élèves de l’École d’Alfort, Paris, Impr. de P. Fr. Didot le jeune, 1790, in-8°, 37 p.Défense de l’École vétérinaire.
- Essai sur les maladies qui affectent les vaches laitières des environs de Paris, 1794, in-8°.
- Instruction sur l’épidémie des vaches, 1796, in-8° ou in-12.
- avec Jean-Baptiste Desplas, Instruction sur les maladies inflammatoires épizootiques et particulièrement sur celles qui affectent les bêtes à cornes des départements de l’Est, d’une partie de l’Allemagne, et des parcs d’approvisionnement des armées de Sambre-et-Meuse et de Rhin-et-Moselle [publiée par le conseil d’agriculture], Mons, A. Lelong, in-8°, 33 p., et Paris, Impr. de la République, 1797 (1er nivôse an V), in-8°, 24-2 p.
- Instruction et nouveaux rapports relatifs à la maladie des bêtes à cornes qui a régné dans le département des Forêts, 1797, in-8°.
- Mémoires sur la maladie [péripneumonie chronique ou phthisie pulmonaire] qui affecte les vaches laitières de Paris et des environs, avec les moyens curatifs et préservatifs de cette maladie, et des observations sur l’usage du lait et de la viande des vaches malades, nouvelle éd., imprimée par arrêtés de la Société d’Agriculture et de l’Administration Centrale du Département de la Seine, Paris, Mme Huzard, 1800, in-8°, 87 p.
- Précis sur l’épizootie qui s’est déclarée, en juillet 1810, sur les bœufs dans la vallée d’Auge, département du Calvados [imprimé par ordre du Ministre de l’intérieur, comte de l’Empire, M. de Montalivet], Paris, Impr. impériale, 1810, in-f°.
- avec François Victor Mérat de Vaumartoise, Rapports et observations sur l’épizootie contagieuse, régnant sur les bêtes à cornes de plusieurs départements de la France, Paris, Impr. de Mme Huzard, 1814, in-8°, 32 p. ; 3e éd., Paris, Mme Huzard, janvier 1815, in-8°.

## Sources et bibliographie
Sources anciennes :
- Augustin-François de Silvestre, « Notice biographique sur M. J.-B. Huzard, chevalier des ordres de Saint-Michel et de la Légion d’Honneur, membre de l’Institut, de la Société royale et centrale d’agriculture », Mémoires d’agriculture, d’économie rurale et domestique publiés par la Société royale et centrale d’agriculture, Paris, Mme Huzard,‎ 1839, p. 256–271 [lire en ligne].
- Matthieu Bonafous, « Huzard, Jean-Baptiste », dans Biographie universelle, ancienne et moderne, t. 67 : Supplément, HE–IZ, Paris, Louis-Gabriel Michaud, 1840, p. 516–520 [lire en ligne].

Sources contemporaines :
- Pierre Chaudenson, Jean-Baptiste Huzard, inspecteur général des écoles vétérinaires (1755-1838), thèse de doctorat vétérinaire, École nationale vétérinaire de Lyon, 1988.
- Laurent Nicol, Jean-Baptiste Huzard père (1755-1838) ou l’évolution du statut du vétérinaire vers la fin du XVIIIe siècle, thèse de doctorat vétérinaire, École nationale vétérinaire d’Alfort, 2002.
- Florian Reynaud, Les bêtes à cornes (ou l’élevage bovin) dans la littérature agronomique de 1700 à 1850, Caen, thèse de doctorat en histoire, 2009, annexe 2 (publications)